# Wildsteig
Wildsteig é um município da Alemanha, situado no distrito de Weilheim-Schongau, no estado da Baviera. Tem 47,73 km² de área, e sua população em 2019 foi estimada em 1.310 habitantes.